# ليونيد ليونوف

## ليونيد ليونوڤ
ليونيد مكسيموفيتش ليونوڤ Leonid Maximovich Leonov،أديب وقاص وروائي روسي سوڤييتي، حاز شهرة عالمية وإعجاب القراء والنقاد لمهارته في نسج مجريات الحوادث في بنية قصصية متشابكة، ومتابعة شخصيات رواياته بأسلوب مشوق ينمّ على دراية واسعة بأحوال الناس النفسية والمعنوية. ويبدو في طريقة تحليله للمواقف ومعالجة شخوصه كثير التأثر بفيودور دستويڤسكي، والنهج على أسلوبه إلى درجة الموازنة بينهما في غالب الأحيان.

## حياته
ولد ليونوف في 31 مايو 1899 في مدينة موسكو، وكان والده مكسيم ليونوڤ شاعراً معروفاً، وصاحب أفكار متطرفة، أدت إلى ملاحقته ونفيه إلى سيبيريا. أتم ليونوڤ تعليمه الأولي في موسكو، غير أن موهبته الأدبية ظهرت في قصص قصيرة راح ينشرها في جرائد مدينة أرخانْغِلسْك حيث استقر والده. وفي عام 1920 التحق جندياً ومراسلاً صحفياً بالجيش الأحمر، وشارك في معارك الجبهة الجنوبية في الحرب الأهلية الروسية (1918- 1920). انتُخب عضواً في المجلس الأعلى للاتحاد السوڤييتي سبع دورات متتاليات، ومنح وسام لينين أربع مرات وأوسمة أخرى، وترجمت معظم أعماله إلى كثير من اللغات الأجنبية. وفي عام 1972 انتخب عضواً في أكاديمية العلوم السوڤييتية، كما كان عضواً ناشطاً في جمعية حماية الأماكن الأثرية والثقافية دفاعاً عن البيئة والطبيعة، وتوفي في 8 أغسطس 1994 عن عمر يناهز 95 ودفن في موسكو.

## إنجازاته
بدأ اسم ليونوڤ يلمع حين نشر عدداً من القصص والروايات القصيرة، منها حكاية «السمراء» (1922)، ثم مجموعته القصصية الأولى بعنوان «صراع الديكة». غير أن شهرته المهنية كاتباً وروائياً قامت على قصته الملحمية التي نشرها عام 1924 تحت اسم «الغرائر» (بالإنكليزية The Badgers جمع غرَيْر، وهو حيوان ثديي يعيش تحت الأرض كالخلد)، تناول فيها حياة البرجوازية الصغيرة في موسكو قبل الثورة، وبرهن فيها على معرفة وثيقة بأساليب العيش القديمة في روسيا وطباع التجار والحرفيين. ثم أتبعها في عام 1927 بقصة أخرى عنوانها «اللص»، وهي حكاية فلسفية مأساوية تنطوي على كثير من التشاؤم، وتتحدث عن عالم الإجرام في موسكو. ومن قصصه الأخرى في هذه المرحلة «تاريخ إقليم» و«ليلة بيضاء» (نشرتا عام 1928)، وكذلك «حكايات فريدة عن قرويين».
وفي الوقت نفسه شرع ليونوڤ بتأليف روايته «سوت» التي نشرها عام1930، وتعد من أول الإبداعات الفكرية في الأدب السوڤييتي التي تتناول العمل الشعبي والتفاني في بناء الاشتراكية وتحويل المناطق النائية المقفرة إلى مراكز صناعية نامية. أما روايتاه «سكوتاريفسكي» (1932) و«الطريق إلى المحيط» (1935) فقد خصهما للبحث في إعادة البناء الفكري والفلسفي والفني للمثقفين القدامى الذين أسهموا في الثورة وفي تبديل وجه البلاد، وللتعبير عن الصراع الطبقي الحاد في أثنائها.
اتسم أدب ليونوڤ في الثلاثينيات والأربعينيات من القرن العشرين بغلبة أسلوب الاشتراكية الواقعية كما يبدو من رواياته الاثنتي عشرة التي ألفها في هذه المرحلة، وبتحوله نحو التأليف المسرحي فكتب مسرحيات «حدائق بولوفتشانسك» و«الذئب» (1938) و«شخص طبيعي». وكذلك عبّر عن موقفه من الحرب العالمية الثانية في رواية نشرها عام 1942 بعنوان «الغزو» ثم في مسرحية «ليونوشكا» (1943).
كانت «الغابة الروسية» (1953) آخر رواية كتبها ليونوڤ في سنوات ما بعد الحرب، خصصها للحديث عن الصراع بين الشعب السوڤييتي والفاشية وأيضاً المشكلات الأخلاقية المعقدة التي برزت في العصر الراهن، وقد منح عنها جائزة لينين لعام 1957. وانصرف بعدها لمراجعة ما كتبه في شبابه وأعماله الأولى وإعادة صوغها بقوالب جديدة، فنشر في عام 1955 ثم في عام 1964 صيغتين جديدتين لمسرحية «العربة الذهبية» التي كان قد نشرها عام 1946، وكذلك صيغة جديدة ومختلفة تماماً لرواية «اللص» (1963)، ونسخة منقحة لمسرحية «العاصفة الثلجية» ورواية «الغزو». كما كان لليونوڤ نصيب في السينما بروايته الساخرة «هروب مستر ماك-كينلي» (1961) التي يناهض فيها الحرب ويظهر بمظهر داعية للسلام.

## روابط خارجية
- ليونيد ليونوف على موقع IMDb (الإنجليزية)
- ليونيد ليونوف على موقع الموسوعة البريطانية (الإنجليزية)
- ليونيد ليونوف على موقع مونزينجر (الألمانية)
- ليونيد ليونوف على موقع ديسكوغز (الإنجليزية)